# I. osnovna šola Celje
I. osnovna šola Celje je osnovna šola v Celju s sedežem na Vrunčevi ulici 13, severno od starega mestnega jedra. 
Ravnatelj šole je Črt Močivnik, pomočnici ravnatelja pa Irena Pesan Zlodej in Katja Janič. Šola je leta 2016 za 140-letno predanost vzgoji in izobraževanju mnogih generacij in vključenost v širše družbeno okolje s strani ustanoviteljice Mestne občine Celje prejela zlati celjski grb. Šola izvaja vzgojno-izobraževalno delo tudi v Splošni bolnišnici Celje, v času poletnih počitnic pa celodnevno varstvo za vse celjske osnovne šole. Šola deluje vse dni v letu, saj z odgovornim odnosom do lokalne skupnosti izvaja program javne kuhinje.
Šolsko poslopje je bilo zgrajeno med letoma 1926 in 1927 po načrtih arhitekta Ferdinanda Gologranca. Med 2. svetovno vojno je bil v njej zbirni center za otroke, ki so jih pošiljali v taborišča ali k družinam v Tretji rajh; približno 600 otrok in mladostnikov je bilo nasilno ločenih od svojcev in poslanih v tujino. Večina »ukradenih otrok« se je vrnila domov šele po končani vojni. Na te tragične dogodke priča na šoli urejena spominska soba, obeležuje pa jih tudi spominska plošča, odkrita leta 1957.

## Zgodovina
11. marca 1875 je bila v Celju ustanovljena trirazredna ljudska šola, a brez šolskih prostorov. Gradnja šole je bila prvotno načrtovana na Bregu, a le-ta ni bila realizirana. Enoletna prostorska težava (1875/1876) je bila rešena z najemom šolskih sob v mestu na več lokacijah. Z naslednjim šolskim letom (1876/1877) je šola delovala pod skupno streho v preurejeni stanovanjski zgradbi v Novi ulici, danes Razlagova ulica 5, kjer je pouk potekal do izgradnje nove šolske stavbe leta 1927.
20. septembra 1875 začne šola delovati v slovenskem jeziku.
Leta 1899 postane petrazredna in tako organizirana ostane do konca prve svetovne vojne, ko postane sedemrazredna. 
11. maja 1926 se prične gradnja nove šolske zgradbe na Dolgem polju, danes Vrunčeva ulica. Malo več kot eno leto kasneje, 8. septembra 1927, je bila svečana otvoritev nove šolske zgradbe, o kateri časopis Jutro poroča, da gre za najmodernejšo ljudsko šolo v državi. 
Leta 1933 šola postane osemrazredna in se preimenuje v Državno okoliško deško narodno šolo v Celju, tri leta kasneje (1937) pa v Državno II. deško ljudsko šolo v Celju (do 1945). 
V času druge svetovne vojne šola postane zbirališče "ukradenih otrok", po koncu vojne pa v njej zopet poteka pouk. Šola se je takrat (1945) preimenovala v Prvo osnovno šolo in je sprva delovala kot štirirazredna, kasneje kot osemletna (1958) in od leta 2004 kot devetletna. 
15. 2. 1997 se šola preimenuje v I. osnovno šolo Celje, ki sledi smernicam razvoja sodobnega časa.

## Šolski upravitelji in ravnatelji 1875–danes
1. Jakop Lopan 1875–1897
2. Armin Gradišnik 1897–1921
3. Mihael Levstik 1921–1922
4. Fran Voglar 1922–1936
5. Janko Kramer 1936–1939
6. Vid Vertačnik 1939–1941
7. Josip Jerše 1945–1956
8. Marijan Jerin 1956–1969
9. Martin Lupše 1969–1987
10. Branko Močivnik 1987–2023
11. Črt Močivnik 2023 dalje